# المعركة الأخيرة للبارجة بسمارك
المعركة الأخيرة للبارجة بسمارك وقعت في المحيط الأطلسي حوالي 300 ميل بحري (350 ميل؛ 560 كـم) غرب بريست، فرنسا، في 26-27 مايو 1941. على الرغم من أنها معركة حاسمة بين سفن رئيسية، لكن لم يطلق أية اسم على هذا الصراع. 
يوم 24 مايو، قبل معركتها الأخيرة، أُصيبت بسمارك في دفتها وخزان الوقود ولكن لم ينفجر وأمكن إصلاح السفينة ولكن بعد أن ابتلعت كمية كبيرة من الماء مما أبطئ سرعتها إلى 28 عقدة في معركة مضيق الدنمارك، فاتخذ ربانها قرار بالعودة إلى ميناء بريست بفرنسا من أجل إصلاحها،  وواصل الطراد برنس اوجين رحلتة للإنضمام إلى الأسطول الألماني في المحيط الأطلسي. 
حصل البريطانيون على ضربة حظ في 26 مايو. في منتصف الصباح، قامت طائرة استطلاع من القيادة الساحلية كونسوليديتد بي بي واي كاتالينا من السرب 209 من سلاح الجو الملكي البريطاني، والتي كانت تحلق فوق المحيط الأطلسي من قاعدتها في لوف إيرن في أيرلندا الشمالية عبر ممر دونيجال، وهو ممر صغير توفره الحكومة الأيرلندية سرا،  يقودها ضابط الطيران البريطاني دينيس بريجز  ومراقب البحرية الأمريكية ليونارد ب. سميث من قوات البحرية الأمريكية الاحتياطية،  كان سميث في وضع القيادة عندما رصد بسمارك (عبر تسرب نفطي خلفته البارجة من خزان الوقود التالف) وأرسل موقعها إلى الأميرالية. ومنذ ذلك الحين، كان موقع السفينة الألمانية معروفًا للبريطانيين، لكن يجب أن يتم إبطاء البسمارك أكثر إذا امل البريطانيون بإبقاء الوحدات الثقيلة خارج نطاق الطائرات البرية الألمانية. تم تعليق كل الآمال البريطانية على القوة أتش، التي كانت وحداتها الرئيسية تضم حاملة الطائرات أتش ام أس آرك رويال وطراد المعركة أتش ام اس ريونيون والطراد إتش إم إس شيفلد. كانت هذه المجموعة القتالية تحت قيادة الأدميرال جيمس سومرفيل وتم تحويل مسارها شمالًا من جبل طارق. 

## أصول

خريطة عملية "راينوبونج" وعمليات البحرية الملكية ضد البارجة بسمارك

شنّت الغواصات الألمانية في عام 1940 حربا ضارية على قوافل سفن الإمدادات التي تعبر المحيط إلى بريطانيا. متخذة من الموانئ الفرنسية المحتلة في لوريه وبرست ولاروشيل وسانت ناريز المُطلّة على خليج البسكاي قواعد لها. في أكتوبر 1940 استطاعت البارجة الخفيفة أدميرال شير الإبحار من الموانئ الألمانية والوصول إلى ميناء بريست عبر مضيق الدنمارك بين أيسلندا وجرينلاند في أقصى الشمال. ولحقها الطراد الثقيل أدميرال هيبر في ديسمبر 1940 وفي فبراير 1941 قاد الأدميرال جونتر لوتينز الطرادين الثقيلين شارنهورست وجنايسناو في نفس الطريق خارج الموانئ الألمانية.
قاد تلك السفن الأربعة الأدميرال جونتر كقائد إسطول لترويع السفن التجارية ومساعدة الغواصات في عملها والتصدّي للإسطول البريطاني بقوة. واستطاع لوتينز خلال شهر مارس التالي من إغراق سفن للحلفاء حمولتها 350000 طن وفي شهر أبريل بلغ الرقم 700000 طن، وكان ذلك بالنسبة لقائد البحرية الألمانية إريش رايدر نصرا عظيما في تاريخ البحرية الألمانية فوضع خطة جديدة باسم العملية راين اوبونج للسيطرة الكاملة على المحيط الأطلسي ولفرض الحصار البحري على بريطانيا. ويقتضي ذلك خروج البارجة الثقيلة بسمارك مع الطراد الثقيل الجديد برنس اوجين ليكونا مع السفن الأربعة الأخرى تحت قيادة الأدميرال لوتينز حيث أنه أظهر مقدرة قيادية فائقة.
بدأت الإستعدادات بإبحار سفن تموين من الموانئ الفرنسية لتقف في أماكن لها قرب مسار السفينتين لتزويدهما بالوقود والذخيرة والأغذية لمدة لا تقل عن ثلاثة أشهر للعمل وسط المحيط الأطلسي وتم استدعاء لوتينز لقيادة القافلة والخروج من الموانئ الألمانية. وفي مايو1941 انطلقت السفينتين من مقرهما في ميناء جوتن هافن (جدنيا حاليا في شمال بولندا) للخروج إلى بحر الشمال وفي اليوم التالي انضم إليهم أسطول من كاسحات الألغام والمدمرات والفرقاطات للحراسة. رصد الطراد السويدي جوتلاند القافلة الألمانية. لذلك قرر لوتينز التوقف في ميناء بيرغن النرويجي حتى يعيد تقدير حساباته. حدث ما توقعه الأدميرال لوتينز، إذ أن المعلومات التي حصل عليها الطراد السويدي وصلت لندن عن طريق الملحق البحري البريطاني. وتلقّى الأدميرال جون توفي قائد الأسطول المكلّف بحماية الجزر البريطانية في مقره بشمال اسكتلندا رسالة بتحرك السفن الألمانية، فأرسل على الفور الطراد سوفولك للقيام بدورية شمال غرب أيسلندا على أن ينضم إليه الطراد نورفولك المتواجد هناك بالفعل. وتقرّر في نفس الوقت القيام بغارة جوية عنيفة على السفن الألمانية في النرويج ولكن حالت تقلّبات الجو السيئة دون القيام بها. ثم جاءت معلومات من طائرات الاستطلاع أن القافلة الألمانية غادرت ميناء بيرجن مساء يوم 22 مايو في طريقها نحو الشمال الغربي لعبور ممر الدنمارك بين أيسلندا وجرينلاند. 
في الحال أخذ الأدميرال توفي في تجميع السفن الحربية البريطانية التي يمكنها اعتراض القافلة الألمانية. وأمكنه تجميع أسطول يتكوّن من: البارجة الثقيلة هود والبارجة الثقيلة الحديثة برنس أوف ويلز وحاملة الطائرات فيكتوريوس والبارجة كينج جورج الخامس والتي يتخذها الأدميرال توفى مقر له، وثلاثة طرادات قتال وست مدمرات. كانت السفن البريطانية قادمة بسرعة على بعد 300 ميل بحري لاعتراض القافلة الألمانية فور خروجها من ممر الدنمارك. اخترقت القافلة الألمانية حقل ألغام بثة البريطانيين في الممر ووصلت نهايته جنوب غرب أيسلندا في السادسة من صباح يوم 24 مايو لتلتقي على الفور بالقوة البحرية البريطانية بقيادة البارجة هود وهي بارجة ثقيلة تُعد فخر البحرية البريطانية وكانت بقيادة ''قايس أدميرال'' لانسيلوت هولاند. ضاقت المسافة بين الأسطولين وسط جو بارد ملبّد بالغيوم والضباب والسحب الكثيفة، حتى أصبحت المسافة 13 ميل بحري، ثم أمر هولاند بإطلاق دفعة من النيران. وانطلقت المدافع الأربعة الأمامية مرة واحدة في صوت مرعب حيث كانت الدانات تزن كل منها طنا تنطلق في الهواء بسرعة 1600 ميل في الساعة، وكذلك فعلت البارجة برنس أوف ويلز. 
مرت لحظات ثم أطلقت بسمارك والطراد أوجين دفعات من الدانات نحو البارجتين البريطانيتين. أصابت طلقات بسمارك نصف أطقم المدافع على سطح هود وأشعلت النيران فيها وأُصيب الطرّاد أوجين بعدة طلقات لكنها غير خطرة. وقرر القبطان هولاند الانسحاب بسرعة بعد أن تعطلت نصف مدافعه وأعطى إشارة بذلك. ولكن بسمارك أطلقت دفعة خامسة من الطلقات على هود خلال أربع دقائق فقط. اخترقت الدانات هيكل هود وانفجرت داخلها في مخزن الذخيرة مما أدّى إلى انفجار البارجة هود من الداخل وأصبحت كتلة من الجحيم ثم انشطرت إلى نصفين وأخذت في الغرق بسرعة.
انسحبت البارجة برنس أوف ويلز تحت ستار كثيف من الدخان بعد إصابتها بسبع دانات دمرت منصتها وكل ما على سطحها من مدافع وقتل وجرح الكثيرون من بحارتها. كما غرقت مدمرة إنجليزية بطلقة مباشرة وأُصيبت ثلاثة مدمرات أخرى وانسحبت المدمرات الأخرى في ذعر وخوف نحو بحر الشمال.
من الجدير بالذكر حتى قبل دخول القافلة الألمانية إلى شمال الأطلسي، قرر لوتينز عدم القيام بعملية إعادة التزود بالوقود في بحر جرينلاند مع Weissenburg،  وهي إحدى الناقلات الألمانية الموجودة مسبقًا هناك، قبل أن تدخل سفنه مضيق الدنمارك. وعندما تلقّت بسمارك 3 طلقات خطرة -في معركتها مع البارجة هود وبرنس ويلز- في مؤخرة البارجة تحت مستوى خط الماء، أصابت اثنان منها خزان الوقود الخلفي، ولم يحدث انفجار أو حريق ولكن الوقود بدأ في التسرب منها، مع تدفق الماء من الفتحات الثلاث، حتى ابتلعت بسمارك حوالي ألف طن من الماء قبل أن يستطيع الغواصون سد الثغرات بتجهيزات معدنية وكيميائية خاصة. وانخفض مؤخر البارجة حوالي درجتين مما خفّض سرعتها إلى 28 عقدة. كان على بسمارك أن تعود إلى الإصلاح أو تنطلق إلى ميناء سانت ناريز الفرنسي على أن ينفصل الطراد ليوجين عن القافلة للقيام بمهامه وسط المحيط الأطلسي. 
أحدث غرق البارجة هود صدمة عنيفة لدى الأدميرالية البريطانية والشعب البريطاني بأسره. وعلى الفور استدعت الأدميرالية البريطانية معظم السفن الحربية في البحر المتوسط والمحيط الأطلسي، مضحية بسلامة القوافل من أجل التصدي لبسمارك بأى حال من الأحوال والانتقام لغرق البارجة إتش إم إس هوود في معركة مضيق الدنمارك التي كانت تاج الأسطول البريطاني ورمز قوة الإمبراطورية وشكّلت الأدميرالية البريطانية بسرعة أسطول كبير للتصدي لبسمارك يتكون من: 4 بوراج قتال ثقيلة 2 طراد قتال 2حاملة طائرات 3طرادات ثقيلة 10طرادات خفيفة 21 مدمرة وفرقاطة. 
أصدر الأدميرال لوتينز أمراً بالاتجاه مباشرة نحو الساحل الفرنسي لاختصار المسافة بدلاً من قوس واسع في المحيط. خاصة بعد سقوط السدادات المؤقتة للفتحات الخلفية أثناء المناورة الحادة، مما أدّى إلى تدفق المزيد من المياه وخفض سرعة البارجة إلى 16 عقدة. ولما تأكدت الوجهة النهائية لبسمارك تجمّع الأسطول البريطاني كله للحاق بها وقطع الطريق أمامها نحو الساحل الفرنسي. واستطاعت طائرة من طراز كاتالينا بطاقم أمريكي انطلقت من شمال أيرلندا وهي مصممة لكي تبقى محلقة مدة 28 ساعة متصلة بما تحمله من وقود يصل إلى 1750 جالون، وقد اكتشفت الطائرة موقع بسمارك جنوب غرب بريطانيا في صباح 26 مايو. 
نشطت طائرات الاستطلاع بعيدة المدى لاكتشاف موقع بسمارك التي كانت تسير في خط متعرج. وعند اكتشافها في وقت مبكر من مساء يوم 24 مايو أرسلت حاملة الطائرات فيكتوريوس 9 طائرات ثنائية السطح قاذفة للطوربيد من طراز فيري سوردفيش وهي طائرات قديمة ذات جناحين ومحرك مروحي واحد، ولم تصب بسمارك إلا بطوربيد واحد عيار 18 بوصة لم يكن له أي تأثير وعادت الطائرات بمعجزة بعد أن تعرضت لعاصفة من طلقات المدافع المضادة للطائرات من البارجة. 
بقيت بسمارك تحت المراقبة الطويلة من قبل البريطانيين. في حوالي الساعة 3:00 من يوم 25 مايو سارت البارجة بسمارك بخط متعرج وقامت بمناورة بنحو 270 درجة إلى الميمنة، مما مكّنها من التوجه إلى القواعد البحرية الألمانية في فرنسا دون أن يلاحظها أحد. لأسباب لا تزال غير واضحة، أرسل الأدميرال لوتينز رسالة إذاعية مدتها 30 دقيقة إلى المقر الرئيسي، فتم اعتراضها مما أعطى البريطانيين وقتًا لتحديد المكان الذي تتجه إليه البارجة تقريبا. تقديرات غير صحيحة لتحديد موقع البسمارك قدمت على متن السفينة الملك جورج الخامس، تسبب في انحراف عملية المطاردة بعيدا إلى الشمال. قضت بسمارك وقت ممتع في 25/26 مايو في ممرها دون عوائق متجهة صوب فرنسا. لكن أصبح الوقود أمر مقلق للطرفين عند هذه المرحلة. 
حصل البريطانيون على ضربة حظ في 26 مايو. في منتصف الصباح، قامت طائرة استطلاع من القيادة الساحلية كونسوليديتد بي بي واي كاتالينا من السرب 209 من سلاح الجو الملكي البريطاني، والتي كانت تحلق فوق المحيط الأطلسي من قاعدتها في لوف إيرن في أيرلندا الشمالية عبر ممر دونيجال، وهو ممر صغير توفره الحكومة الأيرلندية سرا،  يقودها ضابط الطيران البريطاني دينيس بريجز  ومراقب البحرية الأمريكية ليونارد ب. سميث من قوات البحرية الأمريكية الاحتياطية،  كان سميث في وضع القيادة عندما رصد بسمارك (عبر تسرب نفطي خلفته البارجة من خزان الوقود التالف) وأرسل موقعها إلى الأميرالية. ومنذ ذلك الحين، كان موقع السفينة الألمانية معروفًا للبريطانيين، لكن يجب أن يتم إبطاء البسمارك أكثر إذا أمل البريطانيون بإبقاء الوحدات الثقيلة خارج نطاق الطائرات البرية الألمانية. تم تعليق كل الآمال البريطانية على القوة أتش، التي كانت وحداتها الرئيسية تضم حاملة الطائرات أتش إم أس آرك رويال وطراد المعركة أتش ام اس ريونيون والطراد إتش إم إس شيفلد. كانت هذه المجموعة القتالية تحت قيادة الأدميرال جيمس سومرفيل وتم تحويل مسارها شمالًا من جبل طارق. 

## ليلة 26/27 مايو
عند الغسق من ذلك المساء، أرسلت الحاملة أرك رويال 15 طائرة قاذفة للطوربيد لضرب بسمارك، فأخطأت الهدف وضربت الطراد شيفلد الذي كان في نفس المسار (حيث تم إصدار أوامر للطراد بالإنفصال عن مجموع إتش وإغلاق الطريق على بسمارك وتضليلها)، بسبب سوء الأحوال الجوية والسحب الكثيفة. 
اندفعت بعض الغواصات البريطانية من البحر المتوسط لتقف في خليج بسكاي في انتظار بسمارك بينما اندفعت الغواصات الألمانية من الموانئ الفرنسية كي تشكل ستارة حامية جنوب مسار بسمارك لمنع هذه القوة البريطانية القادمة من البحر المتوسط. ولكن هذه القوة انحرفت غربا ثم تابعت مسارها شمالا. واستمرت طائرات الطوربيد والسفن البريطانية في مهاجمة بسمارك طول الليل من جميع الجهات وهي تقاتل بعنف، وتقذف حمما من الدانات المتفجرة. ولم تخلو سفينة بريطانية من إصابة ألمانية. أطلق على بسمارك عشرات الطوربيدات وسقطت طائرات كثيرة، ولكن أحد الطوربيدات أصاب الدفة الثقيلة التي تزن 250 طنا من الصلب وتجمّدت بزاوية 15 درجة إلى اليمين، ولكن الرفاصات الثلاثة لم تصب بسوء. انحرفت بسمارك نحو الشمال، وأصبحت عاجزة عن تغيير مسارها أو القيام بأي مناورة. لم يستطع الغواصون تحرير تروس الدفة نظرا لضيق المكان وظروف القتال الجاري ولثقل الدفة. ويقول الخبراء أن فرصة تحقيق إصابة مماثلة لا تتعدى طوربيدا واحدا من كل مائة ألف طوربيد يطلق على الدفة.  في الساعة 23:40 يوم 26 مايو، أرسل الأدميرال لوتجينز إلى مجموعة الغرب وهي قاعدة القيادة الألمانية، إشارة "انخفضت قدرة السفينة على المناورة. سنقاتل حتى آخر قذيفة. يحيا الفوهرر.
طوال تلك الليلة، كان بسمارك هدفا لهجمات طوربيد على فترات متقطعة من قبل المدمرات: إتش إم إس قوزاق وسيخ وماوري وزولو، والمدمرة البولندية ORP Piorun، لمدة ساعتين متواصلتين. واقتربت إحدى المدمرات وأطلقت عليها عدة طوربيدات من مسافة لا تزيد كيلومترين، مع أن أقل مسافة آمنة تبلغ ستة كيلومترات. لم يسجل أي من الطرفين نجاحًا كبيرًا، ولكن التكتيكات المستمرة المقلقة البريطانية ساعدت في إضعاف معنويات الألمان وتعميق إجهاد الطاقم ثم استنفاده بالفعل. 

## غرقبسمارك
في الساعة العاشرة وأربعين دقيقة صباح 27 مايو 1941 بدأت بسمارك بالغوص نحو الأعماق. وانسحبت جميع السفن البريطانية بسرعة من المكان، حيث كان من المتوقع أن يمتلئ المكان بالغواصات الألمانية...وبالفعل وصلت 11 غواصة ألمانية لإنقاذ البحارة وأمكنهم إنقاذ 115 شخص وغرق مع البارجة 2106 أشخاص من بينهم قبطانها ايرنست ليندمان وقائد الأسطول الأدميرال جونتر لوتينز..

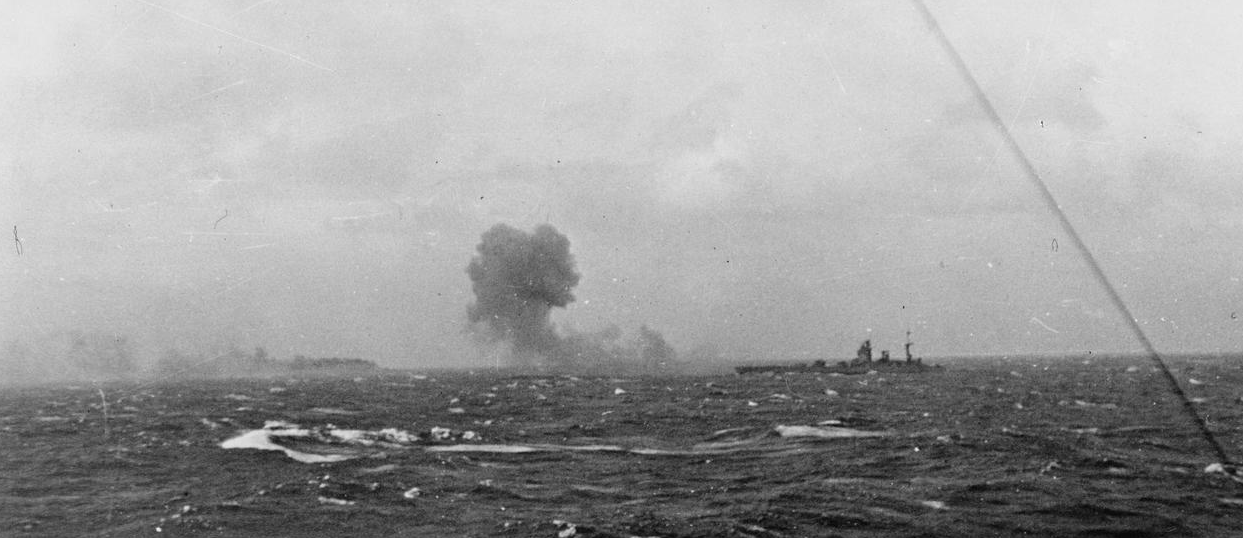
رودني تطلق النار على بسمارك، والتي يمكن رؤيتها تحترق

## ما بعد الكارثة
بعد غرق بسمارك، قال الأدميرال جون توفي، «خاضت بسمارك معركة بحرية شجاعة مع سفن متفوقة عليها عدديا إلى حد كبير. ومع ذلك تمسّك القادة الألمان بأرقى تراث للبحرية الألمانية. وعندما كانت تغوص إلى الأعماق، كانت أعلامها ما زالت ترفرف على ساريتها». 
أصدر مجلس الأميرالية رسالة شكر إلى أطراف المشاركة: 

## ترتيب المعركة

### محور
- بارجة ألمانية بسمارك

### حليف
- البارجة الملك جورج الخامس روندي .
- حاملة الطائرات البريطانية اوك رويال
- البريطانيون الطرادات الثقيلة نورفولك Dorsetshire .
- الطراد ضوء البريطانية شيفلد .
- المدمرون البريطانيون Cossack ، Sikh ، Zulu ، Maori ، Mashona ، Tartar
- المدمرة البولندية ORP  Piorun

### محايد
- الطراد الإسباني الثقيل كاناريس (حاول إنقاذ بعض الناجين من بسمارك)

## روابط خارجية
- نشرة إخبارية عن معركة بسمارك الأخيرة